# Luc Ferry
Pour les articles homonymes, voir Ferry.
Luc Ferry est un professeur de philosophie, essayiste et homme politique français, né le 3 janvier 1951 à Colombes (département de la Seine).
Licencié en psychologie, docteur en science politique (1980), par ailleurs professeur agrégé de philosophie (1975) et de science politique (1982), il est successivement attaché de recherche au CNRS et professeur des universités. Il développe à partir de 1985 une philosophie politique d'inspiration libérale, qui porte notamment sur l'écologie, la technique, la famille ou la religion.
De 2002 à 2004, dans les gouvernements I et II de Jean-Pierre Raffarin, il est ministre de la Jeunesse, de l’Éducation nationale et  la Recherche du président Chirac, puis nommé membre du Comité consultatif national d'éthique en 2009 par le président Nicolas Sarkozy.

## Biographie

### Origines et formation
Fils d'un préparateur et constructeur de voitures automobiles sportives, inventeur de voitures de course, Pierre Ferry, et d'une mère au foyer, Luc Ferry a trois frères (dont le philosophe Jean-Marc Ferry).
Ses études secondaires se déroulent au lycée Saint-Exupéry de Mantes-la-Jolie, puis à la maison avec le CNED. Il suit ensuite des études supérieures à l'université Paris-Sorbonne et à l'université de Heidelberg ; il obtient l'agrégation de philosophie en 1975.

### Vie privée et familiale

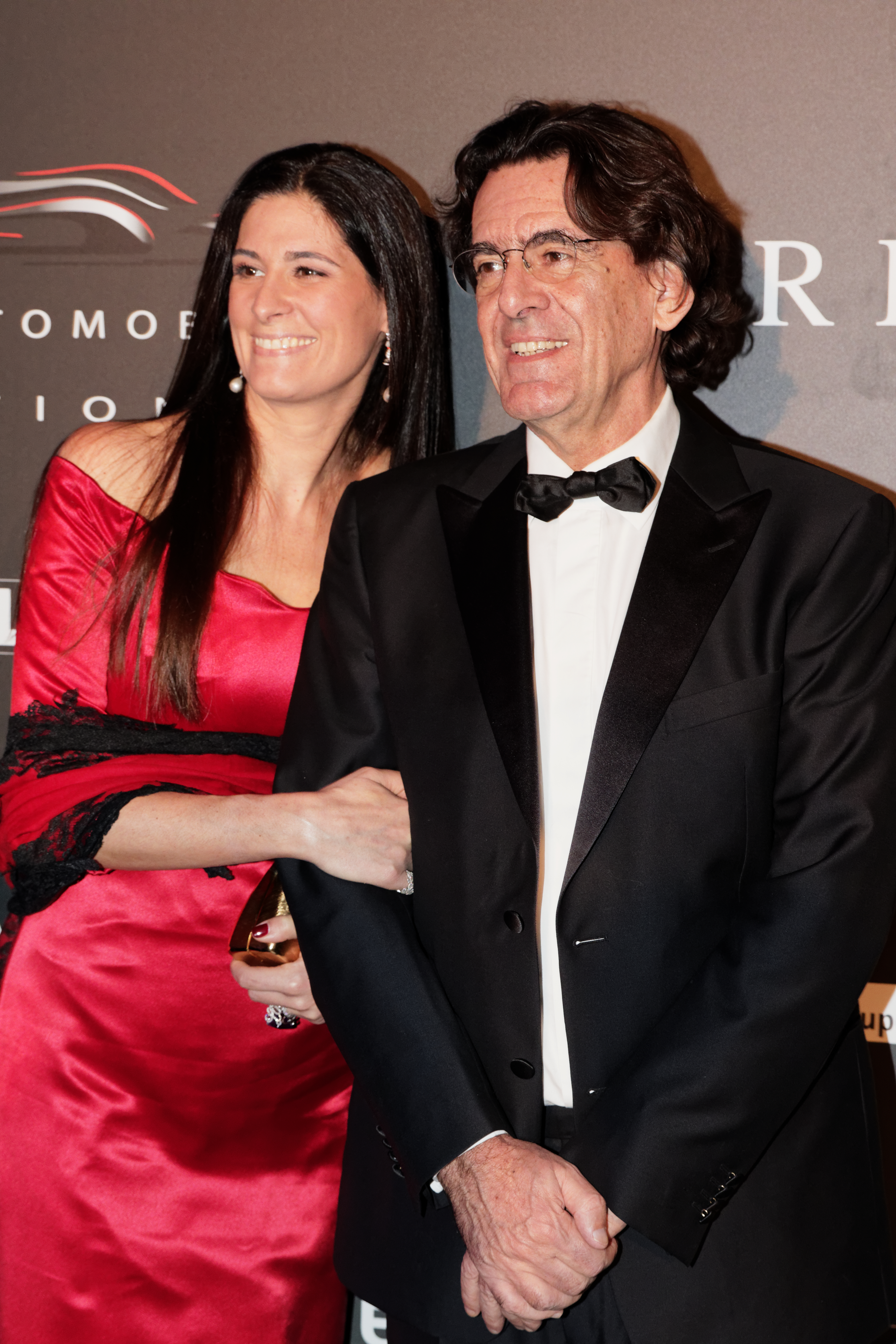
Luc Ferry et Marie-Caroline Becq de Fouquières en 2015.

Luc Ferry épouse le 22 avril 1989 en premières noces Dominique Meunier, avec qui il a adopté une fille, Gabrielle (née en 1991). Après son divorce (vers 1997), il se remarie le 7 mai 1999 avec Marie-Caroline Becq de Fouquières (née en 1975), dont la famille est alliée à Jean-Jacques Servan-Schreiber. De ce second mariage naissent deux filles, Louise (née en 1999) et Clara (née en 2001).
Selon Le Figaro, Jules Ferry serait un « aïeul » de Luc Ferry, mais ce dernier n'en est pas un descendant direct. Luc Ferry a lui-même précisé sur France 5 qu'il avait bien un lien de parenté avec Jules Ferry, mais qu'il ne s'agissait que d'un cousinage éloigné.
En 2002, une controverse née de la mise en école privée de deux de ses enfants, amène des critiques contre le ministre de l'Éducation nationale. Celui-ci indique qu'il souhaitait une éducation religieuse pour ses enfants.

## Carrière et engagements

### Professeur de philosophie et science politique
Il devient professeur agrégé de philosophie en 1975 et commence sa carrière d'enseignant au lycée des Mureaux (Yvelines). Il est notamment affecté à l’École normale d'Arras de 1977 à 1979 puis en détachement au CNRS comme attaché de recherche de 1980 à 1982 et enfin chargé de cours à l'université de Reims, puis à l'École normale supérieure, aux universités de Paris X et de Paris I[réf. nécessaire].
En 1980, il obtient un doctorat d'État en science politique à l'université de Reims. Il obtient l'agrégation de science politique en 1982 et devient ainsi professeur des universités. Il est successivement nommé à l'Institut d'études politiques de Lyon de 1982 à 1988 puis professeur de philosophie à l'université de Caen Basse-Normandie de 1989 à 1996 et à l'université Paris VII-Denis-Diderot à compter de 1996[réf. nécessaire].
Il accède à la notoriété en 1985 en publiant avec Alain Renaut La Pensée 68, dans lequel il critique des penseurs de l'après Mai 68 : Pierre Bourdieu, Jacques Lacan, Jacques Derrida et Michel Foucault,.
Il devient chroniqueur à L'Express en 1987 et publie Le Nouvel Ordre écologique en 1992.
François Bayrou, ministre de l'Éducation nationale, le nomme en 1994 président du Conseil national des programmes,, poste qu'il occupe jusqu'à sa nomination au ministère de l'Éducation nationale en 2002.
En janvier 1997, il est nommé à la Commission de réforme de la justice.

### Ministre de la Jeunesse, de l'Éducation nationale et de la Recherche
Du 7 mai 2002 au 30 mars 2004, Luc Ferry est ministre de la Jeunesse, de l'Éducation nationale et de la Recherche dans les deux premiers gouvernements de Jean-Pierre Raffarin.
À son arrivée au gouvernement, Luc Ferry annonce des mesures centrées sur la lutte contre l’illettrisme. Entre autres mesures : le dédoublement de certaines classes de CP, la rédaction de nouveaux programmes en primaire centrés sur la maîtrise de la langue, la mise en place des itinéraires de découverte (IDD) au collège et l’introduction de l’enseignement en alternance dès la classe de 4e, l’apparition des travaux personnels encadrés (TPE) au lycée et la rénovation du CAP[réf. nécessaire].
Il annonce également un projet de décentralisation de 100 000 personnels non enseignants de l’Éducation nationale aux collectivités territoriales (conseillers d’orientation, psychologues, assistantes sociales, médecins et personnels « techniciens et ouvriers de service »). L’annonce est mal accueillie, car elle provoque de nombreuses craintes quant à l’accroissement des inégalités au sein du service public. En mai 2003, face au mouvement d'opposition à cette réforme, Luc Ferry renonce aux délocalisations des médecins scolaires, psychologues et assistantes sociales (seul le transfert des techniciens et ouvriers de service est maintenu).
En février 2004, Luc Ferry, suivant les propositions de la commission Stasi, propose un texte sur la laïcité à l’école et l’interdiction de signes religieux ostensibles à l’école, adopté à l'Assemblée nationale avec une large majorité.

### Autres responsabilités

#### Fonctions publiques
Luc Ferry est président délégué du Conseil d'analyse de la société, créé en juillet 2004.
En juillet 2007, il intègre le Comité de réflexion sur la modernisation et le rééquilibrage des institutions, mis en place par le président de la République Nicolas Sarkozy.
En 2009, il est nommé membre du Comité consultatif national d'éthique par Nicolas Sarkozy.

#### Pour des partis politiques
En juin 2006, il est chargé par le président de l'UMP d'une « mission de réflexion » sur le mariage homosexuel et l'homoparentalité, mission qu'il décide d'interrompre quelques mois plus tard.

#### Dans le privé
Luc Ferry est également membre du comité prospectif de Vivendi Universal et ancien membre du Conseil économique, social et environnemental en tant que membre du groupe des personnalités qualifiées et membre de la section des relations extérieures.
Luc Ferry monnaie aussi ses conférences, notamment à l'occasion de croisières de luxe sur des paquebots. Il intervient également dans des conventions ou séminaires d'entreprises.
Il est membre du Club du Siècle.

### Présence médiatique
Luc Ferry a été éditorialiste à L'Événement du jeudi, L'Express, Le Point puis au bimensuel économique Challenges, 
En 2011, l'école du village de Ricarville en  Seine-Maritime est baptisée du nom de Luc Ferry.
En 2015, il assure une chronique sur Radio Classique, qui a pour objet de raconter, en quelques minutes, les mythes fondateurs relatifs aux expressions usuelles que nous utilisons dans la langue française.
Aujourd’hui, il est chroniqueur au Figaro et intervient également dans la rubrique Esprit libres de la matinale de Radio Classique.
Le 3 novembre 2024, il annonce sur LCI se retirer prochainement de la vie publique et cesser toutes ses fonctions dans le cadre de son départ en retraite.

## Prises de position

### Questions de société
Luc Ferry critique certaines tendances de l'écologisme dans son ouvrage Le Nouvel Ordre écologique.
Dans L'homme-Dieu ou le sens de la vie, il décrit l'évolution des pensées, générée par la sécularisation de la société.
Selon lui, les valeurs morales se substituent de plus en plus à la religion, et l'homme est de plus en plus guidé par l'éthique, fondée en grande partie sur les droits de l'homme. Or, celle-ci ne couvre pas autant de questions que la religion. Elle se résume davantage à définir des règles de vie en société, laissant ainsi un vide au sujet des questions existentielles, telles que le deuil, ou la question du sens de la vie.
Les générations sécularisées trouvent souvent une réponse à ce vide dans les spiritualités d'Orient. Luc Ferry note ici la contradiction que recèle ce choix, car le bouddhisme donne à la vie une dimension dans laquelle la notion de sens disparaît. Ainsi, il explique le besoin d'adopter une spiritualité laïque qui propose de donner un sens à sa vie, tout en laissant le champ libre à la réflexion au lieu des arguments d'autorité caractérisant les religions.

### Échec scolaire
Luc Ferry déplore que le système éducatif français fabrique de l'échec sans parvenir à y porter remède. Suivant l'exemple finlandais, Luc Ferry pense qu’il faut intervenir dès l'identification des difficultés scolaires. Sa proposition consiste à dédoubler la classe de cours préparatoire avec deux enseignants par classe en cas de besoin.
Le 2 décembre 2013, il déclare à la télévision : « J’ai visité des centaines d’établissements scolaires et moi je peux vous assurer aujourd’hui que dans 15 % des établissements scolaires, l’enseignement ça ressemble à du domptage et pas à de l’enseignement. Un spécialiste de l’évaluation, quelqu’un qui travaillait, je ne vais pas citer son nom, un chercheur qui travaillait à la direction de l’évaluation et de la prospective me disait que si on faisait abstraction, alors je vais dire un truc pas politiquement correct, c’est pas facile, c’est compliqué à dire mais c’est vrai, si on faisait abstraction des 15 % d’établissements qui sont en perdition dans des quartiers en perdition, la France serait numéro 1 dans l’enquête Pisa » (Programme PISA : Programme international pour le suivi des acquis des élèves).

## Controverses

### Dénonciations de détournements de mineurs à l'encontre d'un ancien ministre (2011-2012)
Invité du Grand Journal sur Canal+ le 30 mai 2011, Luc Ferry accuse, sans le nommer, un ancien ministre d'avoir eu des relations pédophiles à Marrakech, affirmant détenir ses témoignages « des autorités de l'État au plus haut niveau ». Il a été entendu par la Brigade de protection des mineurs le 3 juin 2011, de même que son prédécesseur au ministère de l’Éducation, Jack Lang, entendu en novembre 2012 comme simple témoin et qui a affirmé n'être au courant de rien. Il ne s'agirait que d'une rumeur, et l'affaire est classée sans suite fin 2012.
Cependant, le 5 octobre 2014, dans l'émission Médias, le magazine, sur France 5, Luc Ferry affirme que ce qu'il a dit en 2011 était vrai, et qu'il n'en « retire pas une virgule ». Il cite par ailleurs un article du Figaro Magazine : « À Marrakech, un ex-ministre « s'amuse » », relatant les faits et paru la veille de son passage à l'antenne, le 30 mai 2011.

### Affaires des salaires versés par l'université Paris-Diderot (1997-2011)
En juin 2011, Le Canard enchaîné et d'autres médias, affirment que Luc Ferry, professeur à l'université Paris-Diderot, n'y assure aucun enseignement depuis quatorze ans et qu'il n'y est quasiment jamais présent : outre les périodes de fonctions ministérielles, où il était détaché et payé comme ministre, il a longtemps été dispensé, à sa demande, d'enseignement et mis à disposition afin d'accomplir diverses fonctions officielles. En 2010, avec l'autonomie financière, son université lui demande d'accomplir son service d'enseignement statutaire pour lequel elle le paye, ce qu'il ne fait pas ; l'université lui réclame donc le remboursement de ses rémunérations (environ 4 500 euros mensuels selon la même source) ou d'assurer ces enseignements.
Pour sa part, Luc Ferry, qui y voit les conséquences de ses propos tenus au Grand Journal, déclare qu'il est en détachement de l'enseignement supérieur et qu'en l'absence de convention entre Matignon et l'université Paris-VII, cette dernière prend en charge son traitement de président du Conseil d'analyse de la société, comité rattaché aux services du Premier ministre. In fine, Matignon sera tenu de rembourser l'Université, conformément à la loi. Il décide alors de prendre sa retraite d'enseignant à la fin de l'année scolaire 2011.

### Appel à l'utilisation d'armes contre certains Gilets Jaunes s'en prenant aux policiers
Le 7 janvier 2019 dans l'émission « Esprits libres » sur Radio Classique, concernant la violence envers les policiers dans le mouvement des Gilets jaunes, Luc Ferry déclare : « On ne donne pas les moyens aux policiers de mettre fin aux violences. Quand on voit des types qui tabassent à coups de pied un malheureux policier… qu'ils se servent de leurs armes une bonne fois, écoutez, ça suffit ! » ; il ajoute peu après « je pense qu'on a une armée, on a, je crois, la quatrième armée du monde, elle est capable de mettre fin à ces saloperies, il faut dire les choses comme elles sont. »,. De nombreux internautes et personnalités politiques ont fait part de leur indignation, dénonçant pour certains un « appel au meurtre ». L'ancien ministre réagit sur twitter : « Je n'ai évidemment jamais appelé à tirer sur les Gilets jaunes dont je défends le mouvement depuis l'origine. Je demande simplement que les policiers puissent se servir comme ils le demandent de leurs armes non létales quand certains cherchent carrément à les tuer. Clair ? »

### Montant estimé insuffisant de ses retraites
En mai 2021, Luc Ferry est l'invité de « L’instant de Luxe », émission animée sur la chaîne Non Stop People, où il déclare : « Ma retraite de ministre ? Il n’y a rien du tout. [...] J’ai ma retraite de prof d’université : 3 000 euros, et j’ai mes droits d’auteur. Je dois avoir aussi une retraite du Conseil économique et social, qui doit être de 800 euros. [...] Mais avec 3 000 euros je n’arrive évidemment pas à vivre. Il me faut beaucoup plus ! ». Cette déclaration a provoqué de vives réactions,,,, car la retraite moyenne en France est de 1 500 euros et le SMIC à 1 200 euros. En outre, on reproche à Luc Ferry de n'indiquer qu'une partie de ses revenus dans ses prises de position, en ne citant pas, notamment, les revenus ponctuels que lui apportent ses conférences.

### Positions favorables à la Russie
À partir de l'annexion de la Crimée par la Russie, en 2014, Luc Ferry prend position contre les sanctions qui lui sont imposées et accuse les États-Unis et l'OTAN d'être responsable du conflit. Il appelle à se rapprocher de la Chine.
Invité quelques mois après le déclenchement de l'invasion russe de l'Ukraine, il déclare que « la Crimée est russe et doit rester russe » malgré son annexion par la Russie. Selon Sophia Aram, il « [navigue] fièrement sur l’océan de sa vaniteuse paresse sous pavillon russe ».

### Propos sur le Chemin des Dames
Le 16 janvier 2024, lors d'une intervention sur Europe 1, Luc Ferry affirme : « Les gens acceptaient de mourir pour la Nation. Prenez l’exemple du Chemin des Dames et du Général Nivelle, 400 000 gamins vont mourir pour prendre une colline aux Allemands, aujourd’hui c’est totalement inimaginable ». Cette déclaration polémique voit la réaction de plusieurs historiens quant à son aspect mensonger, rappelant qu'au delà des chiffres faux avancés l'offensive de Nivelle aura eu pour conséquence directe la vague de mutinerie de 1917 et l'apparition du chant contestataire de la chanson de Craonne.

### Confusion entre les pays baltes et les Balkans
Le 3 mars 2024, invité de la chaîne LCI, il confond les pays baltes (Estonie, Lettonie, Lituanie) avec les Balkans. Il affirme : « tous les pays baltes ne sont pas encore dans l'OTAN. Je parle de ceux qui ne sont pas dans l'Union européenne ». À la question de Darius Rochebin : « mais de quels pays baltes parlez-vous ? », il cite le Monténégro et la Serbie.

### Insultes à l'égard des personnes autistes
Dans le cadre d'un débat tenu le 28 janvier 2025 sur LCI, il est question d'une récente polémique liée à Elon Musk (qui se décrit comme ayant un syndrome d'Asperger). Celui-ci a effectué un geste ressemblant fortement, selon de nombreuses personnes, à un salut nazi, lors de la cérémonie d'investiture de Donald Trump. Luc Ferry, invité de la chaîne, assimile l'ensemble des personnes autistes à des « fous » et à « des barjots complets ». Ces propos seront par la suite condamnés par des médecins et par des personnes autistes sur les réseaux sociaux,.

### Normalisation du Rassemblement National
En janvier 2024, sur les ondes d'Europe 1 et de RTL, il décrit Marine Le Pen comme n'étant "ni raciste, ni antisémite", estimant qu'elle "n'est pas plus à droite que le RPR des années 1970" et jugeant le Rassemblement National comme une force de "droite populaire et républicaine".

## Décorations
- Commandeur de l'ordre des Palmes académiques (21 mai 2004)[61]
- Médaille de la Société d'encouragement au progrès (Grande médaille d'or en 2018)

## Publications

### Ouvrages
- 1984-1988 : Philosophie politique, en trois volumes dont le troisième en collaboration avec Alain Renaut
  - Philosophie politique. Tome I : Le droit : la nouvelle querelle des anciens et des modernes, 183 p., Presses universitaires de France, 1984 •  (ISBN 978-2-13039-433-4)
  - Philosophie politique. Tome II : Le système des philosophies de l'histoire, 245 p., Presses universitaires de France, 1984 •  (ISBN 978-2-13039-434-1)
  - Philosophie politique. Tome III : Le système des philosophies de l'histoire, 181 p., Presses universitaires de France, 1988 •  (ISBN 978-2-13041-752-1)
- 1985 : Luc Ferry et Alain Renaut, La Pensée 68 : Essai sur l'antihumanisme contemporain, Gallimard, 1985 (ISBN 978-2-07070-535-1)
- 1985 : Système et critique (en collaboration avec Alain Renaut), éditions Ousia •  (ISBN 978-2-87060-012-2)
- 1988 : Heidegger et les modernes (en collaboration avec Alain Renaut), 318 p., éditions Grasset •  (ISBN 978-2-24640-961-8)
- 1990 : Homo aestheticus. L'invention du goût à l'âge démocratique, 441 p., éditions Grasset •  (ISBN 978-2-24638-121-1)
- 1991 : Pourquoi nous ne sommes pas nietzschéens ? (en collaboration avec Alain Boyer, André Comte-Sponville, Vincent Descombes, Robert Legros, Philippe Raynaud, Alain Renaut, Pierre-André Taguieff), 308 p., éditions Grasset •  (ISBN 978-2-24644-111-3)
- 1992 : Le Nouvel Ordre écologique, sous-titré « L'arbre, l'animal et l'homme », 277 p., éditions Grasset •  (ISBN 978-2-24646-811-0) (Prix Médicis essai et prix Jean-Jacques-Rousseau.)
- 1994 : Des animaux et des hommes : anthologie des textes remarquables, écrits sur le sujet, du XVe siècle à nos jours (éditeur scientifique, en collaboration avec Claudine Germé, Coll. Biblio essais n° 4164, 536 p., Paris : Librairie générale française •  (ISBN 978-2-25306-162-5)
- 1996 : L'Homme-Dieu ou le sens de la vie[62], 252 p., éditions Grasset •  (ISBN 978-2-24643-631-7) (Prix littéraire des Droits de l'homme.)
- 1998 : La Sagesse des modernes (en collaboration avec André Comte-Sponville) 572 p., Éditions Robert Laffont •  (ISBN 978-2-22108-407-6) (Prix Ernest-Thorel de l'Académie des sciences morales et politiques.)
- 1998 : Le Sens du Beau. Aux origines de la culture contemporaine (Version remaniée par l'auteur d'Homo aestheticus ; éd. illustrée, « Biblio essais », Librairie générale française/Le Livre de poche •  (ISBN 978-2-25394-289-4).
- 1999 : Philosopher à dix-huit ans : Faut-il réformer l'enseignement de la philosophie ?, en collaboration avec Alain Renaut, 318 p., éditions Grasset •  (ISBN 978-2-24658-931-0) / réédition : Coll. « Biblio essais », Librairie générale française/Le Livre de poche, 2002 •  (ISBN 978-2-25394-309-9).
- 2000 : Qu'est-ce que l'homme ?  - Sur les fondamentaux de la biologie et de la philosophie, en collaboration avec Jean-Didier Vincent, 302 p., Éditions Odile Jacob •  (ISBN 978-2-73812-411-1)
- 2002 : Qu'est-ce qu'une vie réussie ?, 260 p., éditions Grasset •  (ISBN 978-2-24653-551-5)
- 2003 : Lettres à tous ceux qui aiment l'école avec Xavier Darcos et Claudie Haigneré, Éditions Odile Jacob •  (ISBN 978-2-24001-029-2)
- 2004 : Le Religieux après la religion (en collaboration avec Marcel Gauchet), 154 p., éditions Grasset •  (ISBN 978-2-24664-131-5)
- 2005 : Comment peut-on être ministre ? Essai sur la gouvernabilité des démocraties, 294 p., Éditions Plon •  (ISBN 978-2-25920-142-1)
- 2006 : Apprendre à vivre : Traité de philosophie à l'usage des jeunes générations, 312 p., Éditions Plon •  (ISBN 978-2-25920-247-3)   (Prix Aujourd'hui)
- 2006 : Vaincre les peurs. La philosophie comme amour de la sagesse, 299 p., Éditions Odile Jacob •  (ISBN 978-2-73812-018-2)
- 2006 : Kant. Une lecture des trois Critiques, 384 p., éditions Grasset •  (ISBN 978-2-24653-911-7)
- 2007 : Familles, je vous aime : Politique et vie privée à l'âge de la mondialisation, 216 p., XO éditions •  (ISBN 978-2-84563-218-9)
- 2008 : Apprendre à vivre: Tome 2. La sagesse des mythes, 420 p., Éditions Plon •  (ISBN 978-2-25920-752-2)
- 2009 : La Tentation du christianisme avec Lucien Jerphagnon, Éditions Grasset
- 2009 : Quel devenir pour le christianisme avec Philippe Barbarin, Éditions Salvator
- 2009 : Face à la crise. Matériaux pour une politique de civilisation, 123 p., Éditions Odile Jacob •  (ISBN 978-2-73812-338-1)
- 2009 : Combattre l'illettrisme, 223 p., Éditions Odile Jacob •  (ISBN 978-2-73812-208-7)
- 2010 : Faut-il légaliser l'euthanasie avec Axel Kahn, Éditions Odile Jacob •  (ISBN 978-2-73812-576-7)
- 2010 : La Révolution de l'amour. Pour une spiritualité laïque, Éditions Plon •  (ISBN 978-2-25921-053-9)
- 2011 : L'Anticonformiste : Une autobiographie intellectuelle, entretiens avec Alexandra Laignel-Lavastine, éditions Denoël  (ISBN 978-2-207-26161-3)
- 2011 : Nicolas Bouzou et Luc Ferry, La Politique de la jeunesse, Éditions Odile Jacob, 24 novembre 2011, 1re éd., 120 p. (ISBN 978-2738127303)
- 2012 : De l’amour : Une philosophie pour le XXIe siècle, Éditions Odile Jacob Jacob •  (ISBN 978-2-7381-2783-9)
- 2012 : L'Invention de la vie de Bohème : 1830-1900, Cercle d'Art  (ISBN 978-2-7022-0993-6)
- 2013 : Le Cardinal et le Philosophe, avec Gianfranco Ravasi, 350 p., Éditions Plon •  (ISBN 978-2-25921-714-9)
- 2014 : La Plus Belle Histoire de la philosophie, avec Claude Capelier, 456 p., éditions Robert Laffont •  (ISBN 978-2-25921-053-9)
- 2014 : L'Innovation destructrice, 100 p., Éditions Plon •  (ISBN 978-2-25922-331-7)
- 2015 : Prométhée et la boîte de Pandore, 56 p., Glénat •  (ISBN 978-2-34400-164-6)
- 2016 : La Révolution transhumaniste. Comment la technomédecine et l'ubérisation du monde vont bouleverser nos vies, 216 p., Éditions Plon •  (ISBN 978-2-25924-915-7)
- 2016 : Sept façons d'être heureux, 238 p., XO Éditions •  (ISBN 978-2-84563-694-1)
- 2018 : Dictionnaire amoureux de la philosophie, 1 600 p., Éditions Plon •  (ISBN 978-2-25921-111-6)
- 2020 : La Mythologie grecque de A à Z pour les nuls : découvrez l'histoire des mots et expressions issus des mythes grecs, 300 p., First édition •  (ISBN 978-2-75408-648-6)
- 2021 : Les Sept Écologies : pour une alternative au catastrophisme antimoderne, Éditions de l'Observatoire,  (ISBN 979-1-03291-823-4)
- 2022 : La Vie heureuse: Sagesses anciennes et spiritualité laïque, Éditions de l'Observatoire,  (ISBN 979-1-03290-327-8)
- 2022 : Une histoire de la philosophie pour les nuls, First édition,  (ISBN 978-2-41207-961-4)
- 2024 : Sous la dir. Daniel Salvatore Schiffer L'humain au centre du monde - Pour un humanisme des temps présents et à venir. Contre les nouveaux obscurantismes, Éditions du Cerf, 392 pages. Co-écrit.
- 2025 : IA : Grand remplacement ou complémentarité ? , Éditions de l'Observatoire,  (ISBN 979-10-329-1475-5)

### Livres audio
Luc Ferry est auteur et narrateur de ces livres, tous édités par Frémeaux & Associés à Vincennes.
- Apprendre à vivre : traité de philosophie en 4 CD audios, 1er mai 2006 (EAN 356-1-302-51612-7, BNF 40930441)Support : 4 disques audio ; référence éditeur : FA 5161.
- Kant : l'œuvre philosophique expliquée, 28 octobre 2008 (EAN 356-1-302-52192-3, BNF 41283626)Support : 4 disques audio ; référence éditeur : FA 5219.
- Nietzsche : l'œuvre philosophique expliquée, 28 octobre 2008 (EAN 356-1-302-52332-3, BNF 41349093)Support : 3 disques audio ; référence éditeur : FA 5233.
- Le Christianisme : la pensée philosophique expliquée, 25 mai 2009 (EAN 356-1-302-52552-5, BNF 42026039)Support : 3 disques audio ; référence éditeur : FA 5255.
- Philosophie du temps présent, 23 septembre 2009 (EAN 356-1-302-52762-8, BNF 42058982)Support : 3 disques audio ; référence éditeur : FA 5272.
- Heidegger : l'œuvre philosophique expliquée, 1er octobre 2009 (EAN 356-1-302-52722-2, BNF 42057923)Support : 3 disques audio ; référence éditeur : FA 5276.
- Mythologie : l'héritage philosophique expliqué, 11 novembre 2010 (EAN 356-1-302-53002-4, BNF 42282880)Support : 4 disques audio ; durée : 4 h 41 min environ ; référence éditeur : FA 5300.
- Karl Marx : la pensée philosophique expliquée, 1er janvier 2011 (EAN 356-1-302-53442-8, BNF 42461927)Support : 3 disques audio ; référence éditeur : FA 5344.
- Sigmund Freud : la pensée philosophique expliquée, 1er novembre 2011 (EAN 356-1-302-53472-5, BNF 42529162)Support : 3 disques audio ; durée : 3 h 38 min environ ; référence éditeur : FA 5347.
- Heidegger, les illusions de la technique, 31 octobre 2013 (EAN 356-1-302-53472-5, BNF 42529162)Support : 3 disques audio ; durée : 3 h 38 min environ ; référence éditeur : FA 5347.
- Sartre et l'existentialisme : Penser la liberté, 18 novembre 2013 (EAN 356-1-302-53472-5, BNF 42529162)Support : 3 disques audio ; durée : 3 h 38 min environ ; référence éditeur : FA 5347.
- La Pensée 68 et l'ère du soupçon, 18 novembre 2013 (EAN 356-1-302-53472-5, BNF 42529162)Support : 3 disques audio ; durée : 3 h 38 min environ ; référence éditeur : FA 5347.
- Philosophie de la bohème : l'invention des utopies, 10 avril 2014 (EAN 356-1-302-53472-5, BNF 42529162)Support : 3 disques audio ; durée : 3 h 38 min environ ; référence éditeur : FA 5347.

En 2017, il réalise une série de livres audio, L'Encyclopédie philosophique : les mots de la philo, co-éditée par Plon et Le Figaro.

### Conférences
- « Les mythes grecs et la question du sens de la vie », Parenthèse Culture, IFG, 13 juin 2014
- « Trois sagesses anciennes : Gilgamesh, Bouddha, Epictète », Parenthèse Culture, IFG, 13 juin 2014
- « Une brève histoire de l'éthique : de l'antiquité à nos jours », Parenthèse Culture, IFG, 13 juin 2014
- « La révolution de l'humanisme moderne I : Descartes », Parenthèse Culture, IFG, 13 juin 2014
- « La révolution de l'humanisme moderne II : Kant et les Lumières », Parenthèse Culture, IFG, 13 juin 2014
- « La naissance de la pensée contemporaine », Parenthèse Culture, IFG, 13 juin 2014
- « Nietzsche », Parenthèse Culture, IFG, 13 juin 2014
- « Penser le temps présent », Parenthèse Culture, IFG, 13 juin 2014